# Obereopsis atripennis
Obereopsis atripennis là một loài bọ cánh cứng trong họ Cerambycidae.